# Michael Neumann (Politiker)

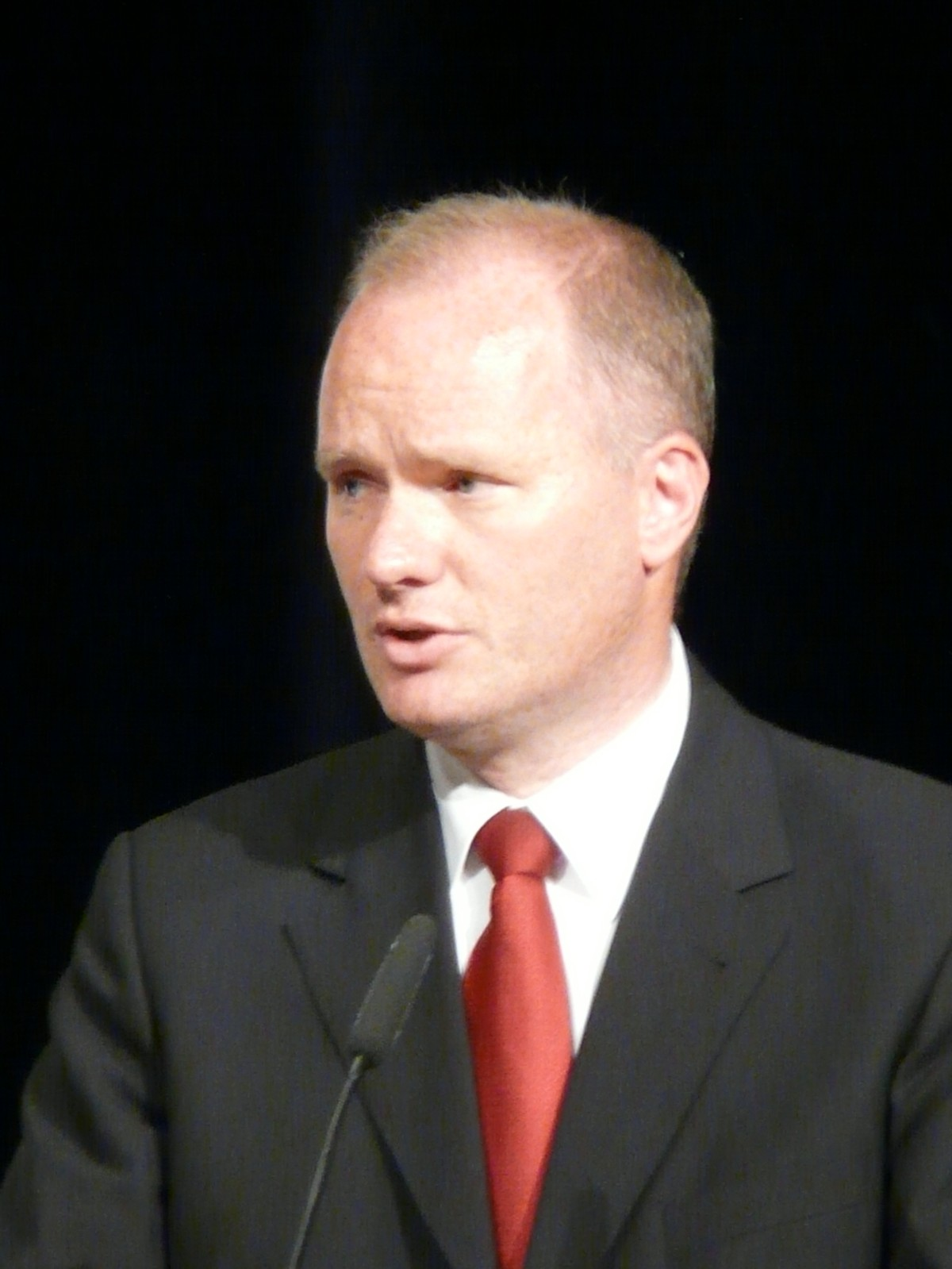
Michael Neumann (2008)

Michael Neumann (* 18. März 1970 in Dortmund) ist ein deutscher Politikwissenschaftler und ehemaliger Politiker (SPD). Er war von März 2011 bis Januar 2016 Hamburger Senator für Inneres und Sport. Zuvor war er seit 1997 Mitglied der Hamburgischen Bürgerschaft und dort seit 2004 Vorsitzender der SPD-Fraktion. Nach dem Ende seiner politischen Laufbahn arbeitete er als wissenschaftlicher Mitarbeiter bei der Bundeswehr.

## Persönliche Laufbahn
Neumann verpflichtete sich als Zeitsoldat in der Offizierslaufbahn der Bundeswehr und bekleidet aktuell den Dienstgrad eines Oberstleutnants der Reserve. Durch sein Studium an der Helmut-Schmidt-Universität/Universität der Bundeswehr Hamburg kam der gebürtige Dortmunder 1992 nach Hamburg. Das Studium schloss er 1995 ab. Von 1996 bis 2010 war er Berufssoldat. Zur Ausübung des Senatsamtes war er von 2011 bis 2016 beurlaubt. Nach dem Rückzug aus seinen politischen Ämtern 2016 wurde er aus dem Berufssoldatenverhältnis entlassen und als Bundesbeamter eingestellt. Er arbeitete zunächst als wissenschaftlicher Mitarbeiter an der Helmut-Schmidt-Universität/Universität der Bundeswehr Hamburg und wurde dann an die Führungsakademie der Bundeswehr in Hamburg versetzt. Dort ist er im Amt eines Oberregierungsrates als Dozent an der Fakultät für Politik, Strategie und Gesellschaftswissenschaften tätig.
Neumann ist römisch-katholisch und war seit 2002 mit der SPD-Politikerin Aydan Özoğuz verheiratet. Aus der Ehe ging eine Tochter hervor. Im Januar 2017 gaben beide ihre Trennung bekannt.

## Politische Laufbahn
1989 ist Neumann in die SPD in Dortmund im Stadtteil Brechten eingetreten. Durch sein Studium hat er sich 1992 nach Hamburg in den Distrikt Hamburg-Horn umgemeldet. Im Jahre 1993 wurde er in den Ortsausschuss Billstedt gewählt. 1996 wurde er zum Vorsitzenden der SPD in Horn gewählt.
Mit der Bürgerschaftswahl 1997 zog er für die SPD in die Hamburgische Bürgerschaft ein. Er wurde Mitglied im Innen- und Haushaltsausschuss und arbeitete in der Enquete-Kommission „Jugendkriminalität“ mit.
2001 zog er erneut in die Hamburgische Bürgerschaft ein. Er wurde innenpolitischer Sprecher und stellvertretender Fraktionsvorsitzender der SPD-Bürgerschaftsfraktion. Im Jahr 2002 wurde er stellvertretender Kreisvorsitzender der SPD Hamburg-Mitte. Während dieser Wahlperiode machte sich Neumann als Kritiker des  damaligen Innensenators Ronald Schill einen Namen, insbesondere durch seine Kleinen Anfragen hinsichtlich der umstrittenen Nebentätigkeiten des damaligen Innenstaatsrats Walter Wellinghausen.
Im Bürgerschaftswahlkampf 2004 gehörte er dem Kompetenzteam des SPD-Spitzenkandidaten Thomas Mirow für den Bereich Innenpolitik an. Ab der für die SPD verlorenen Bürgerschaftswahl 2004 war Michael Neumann Fraktionsvorsitzender der SPD-Bürgerschaftsfraktion.
Nach den Streitigkeiten um den ehemaligen SPD-Landesvorsitzenden Mathias Petersen wurde Neumann auch als möglicher Spitzenkandidat für die Bürgerschaftswahl 2008 gehandelt. Er erklärte jedoch, dass er für eine solche Kandidatur nicht zur Verfügung stehe. An seiner Stelle wurde Michael Naumann Bürgermeisterkandidat. In dessen Schattensenat war er als Innensenator vorgesehen. Nach der Wahl 2008 wurde er erneut zum Vorsitzenden seiner Fraktion gewählt.
Als Fraktionsvorsitzender formulierte er wesentlich das Leitbild der „Menschlichen Metropole“ für die Hanse-SPD. Im Juni 2007 stellte er entsprechend – gemeinsam mit der GAL-Fraktionsvorsitzenden Christa Goetsch und dem ehemaligen CDU-Finanzsenator Wolfgang Peiner – sein Buch Hamburg – Mut zur Vision in Hamburg vor.
Nach der für die SPD erfolgreichen Bürgerschaftswahl vom 20. Februar 2011 wurde Neumann als Fraktionsvorsitzender im Amt einstimmig bestätigt. Am 23. März 2011 wurde er von Olaf Scholz zum Senator für Inneres und Sport im Senat Scholz I ernannt und von der Bürgerschaft bestätigt. Sein Bürgerschaftsmandat ruhte während der Mitgliedschaft im Senat. Nach der Bürgerschaftswahl vom 15. Februar 2015, bei der Neumann nicht wieder kandidierte, berief Olaf Scholz ihn am 15. April 2015 erneut zum Präses der Behörde für Inneres und Sport. Die Bürgerschaft bestätigte dies am selben Tag.
Am 18. Januar 2016 trat Neumann von seinem Posten als Innensenator zurück. Sein Nachfolger ist der Sozialdemokrat und frühere Bezirksamtsleiter des Bezirks Hamburg-Mitte Andy Grote. In Kommentaren der Welt und der taz wurde die Meinung vertreten, Neumann habe infolge der Niederlage beim Olympia-Bürgerschaftsreferendum Ende November 2015 sein größtes Ziel verloren und seitdem amtsmüde gewirkt.

## Berufliche Tätigkeiten
Nach dem Abitur 1989 verpflichtete er sich für 12 Jahre in der Offizier-Laufbahn bei der Bundeswehr. Nach seiner Ernennung zum Leutnant begann er 1992 das Studium der Politikwissenschaft im Rahmen seiner Offizierausbildung an der damaligen Universität der Bundeswehr in Hamburg mit dem Abschluss Diplom-Politologe. Nach dem Studium wurde er als Zugführer und stellvertretender Kompaniechef eingesetzt. Ebenso als S2-Offizier. 1997 wurde er in die Hamburgische Bürgerschaft gewählt und als Soldat beurlaubt. 2009 erfolgte ein Laufbahnwechsel in das Beamtenverhältnis. Bis 2011 war er als wissenschaftlicher Mitarbeiter in der Professur „Vergleichende Regierungslehre“ von Jürgen Hartmann beschäftigt. Nach seinem Ausscheiden aus dem Senatorenamt 2016 wurde er wieder als wissenschaftlicher Mitarbeiter in der Professur „Verwaltungswissenschaften“ von Rainer Prätorius beschäftigt, in der er 2017 mit dem Thema Länderneugliederung im deutschen Föderalismus am Beispiel des Nordstaates promovierte. Von 2017 bis 2019 war er research fellow an der Northern Business School (NBS) Hamburg, wo er 2017 und 2018 als Lehrbeauftragter tätig war. Seine veröffentlichte wissenschaftliche Arbeit beschränkte sich auf Selbstveröffentlichungen via Books on Demand.
Seine online verfügbare Dissertation zum Nordstaat ist umstritten, weil sie den Kriterien wissenschaftlichen Arbeitens nachweislich nicht genügt. Das Gremium zur Untersuchung wissenschaftlichen Fehlverhaltens an der Universität der Bundeswehr beschäftigte sich seit dem Jahr 2018 mit ihr. So wird ihm beispielsweise vorgeworfen, unwissenschaftliche Quellen wie Wikipedia oder Was ist was genutzt und dieses systematisch verschleiert zu haben. Außerdem soll er gegen wissenschaftliche Zitierregeln verstoßen haben, indem er mehrfach ganze Absätze beinahe wörtlich übernahm, ohne dies entsprechend zu kennzeichnen. So scheinen die geologischen und geografischen Grundlagen eines möglichen „Nordstaates“ aus dem Wikipedia-Beitrag Norddeutsches Tiefland herauskopiert worden zu sein. Zudem unterschlug er die zulässige Mithilfe der „Editorio GmbH“ bei der Erstellung der Doktorarbeit. Im September 2019 entzog ihm die Universität den Doktorgrad. Über die Gründe für die Rücknahme machte die Universität keine Angaben. Gegen ihn wurde ein Ermittlungsverfahren wegen des Verdachts der falschen eidesstattlichen Versicherung eröffnet, das im August 2020 gegen Zahlung von 6000 Euro vorläufig eingestellt wurde. Zunächst war berichtet worden, dass eine Zahlung von 1.000 Euro durch Neumann zu leisten sein soll. Welche Angabe zutrifft bleibt offen.
In den Jahren 2019 bis 2021 war Neumann Dozent für Sicherheitspolitik an der Führungsakademie der Bundeswehr in Hamburg-Blankenese. Hier engagierte er sich insbesondere in der Ausbildung angehender Stabsoffiziere sowie in den Lehrgängen für den internationalen (LGAI) wie nationalen Generalstabsdienst (LGAN).
Ende 2021 bis Ende 2024 leistete er als senior political and special adviser im office of the high representative (OHR) in Sarajevo (BiH) seinen Dienst. Dort war er verantwortlich für die Querschnittsarbeitsgruppe state property (Boost BiH) und direkt dem Hohen Repräsentanten Christian Schmidt unterstellt.

## Ehrungen und Auszeichnungen
- 2009 Verdienstkreuz mit Schwertern des Verdienstordens Pro Merito Melitensi des Souveränen Malteserordens[23]
- 2011 Kommandeurkreuz mit Schwertern des Verdienstordens Pro Merito Melitensi des Souveränen Malteserordens[24]
- 2016 Silberne Ehrennadel des Deutschen Feuerwehrverbandes[25]
- 2016 Ehrenkreuz der Bundeswehr in Gold
- 2016 Ehrenzeichen des Technischen Hilfswerkes (THW) in Silber

## Veröffentlichungen
- WELT. Notizen. Eine Hamburgische Wochenkolumne. Hamburg 2005–2009.
- Ins Stammbuch geschrieben (Hrsg.), tredition, Hamburg 2011, ISBN 978-3-86850-947-2.
- (Hrsg.) Volkes Stimme. Diskussionsbeiträge zur direkten Demokratie in Hamburg. Hamburg 2016, ISBN 978-3-74122-689-2.
- (Hrsg.) Helfen - Katastrophen- und Bevölkerungsschutz in Hamburg, Hamburg 2018, ISBN 978-3-7528-3237-2